# Euriphene lysandra
Euriphene lysandra är en fjärilsart som beskrevs av Stoll 1790. Euriphene lysandra ingår i släktet Euriphene och familjen praktfjärilar. Inga underarter finns listade i Catalogue of Life.

## Bildgalleri

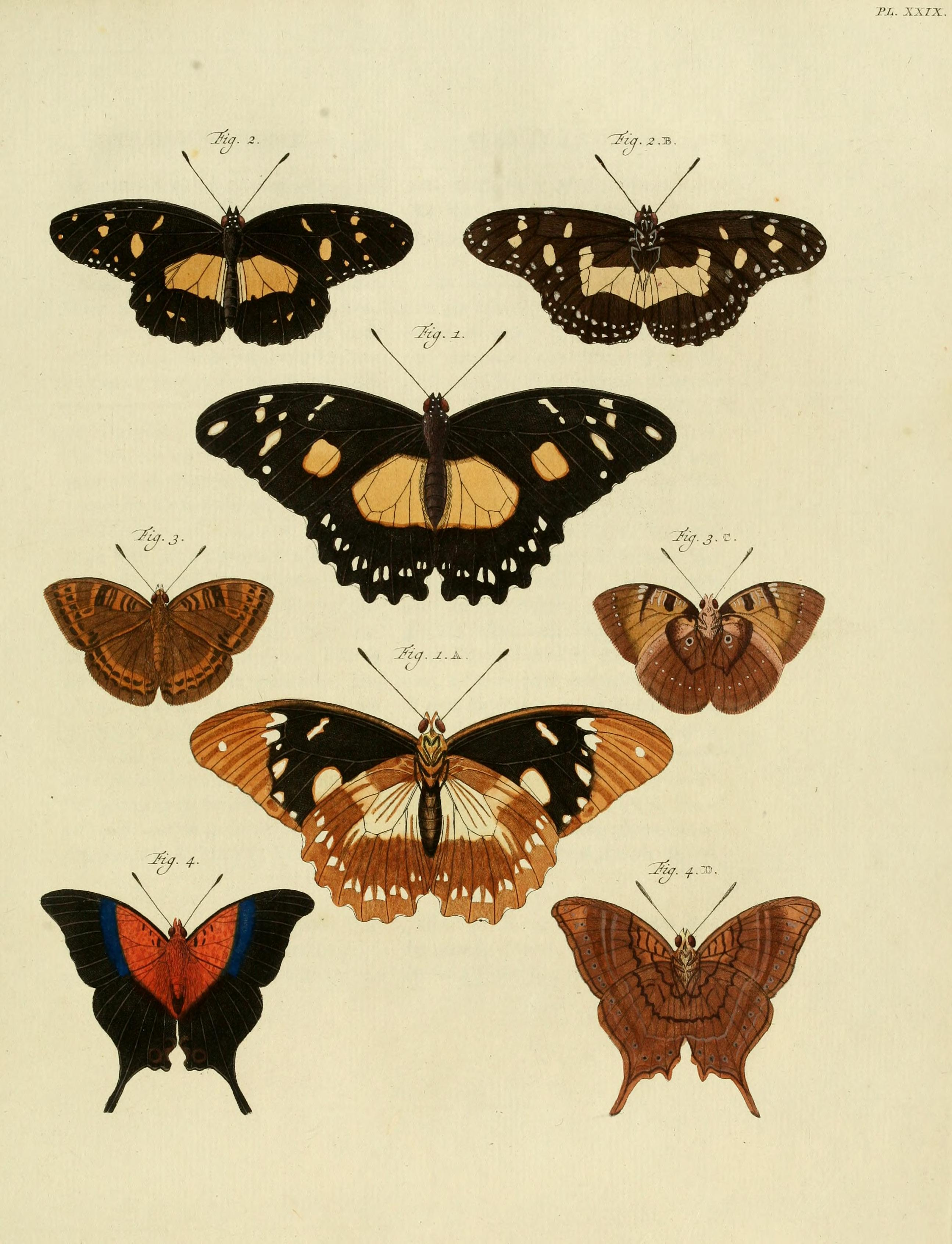
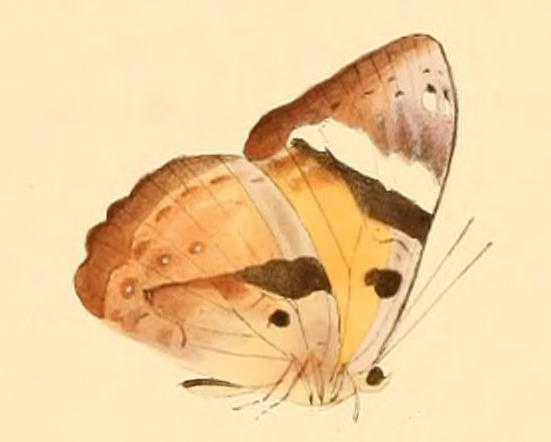
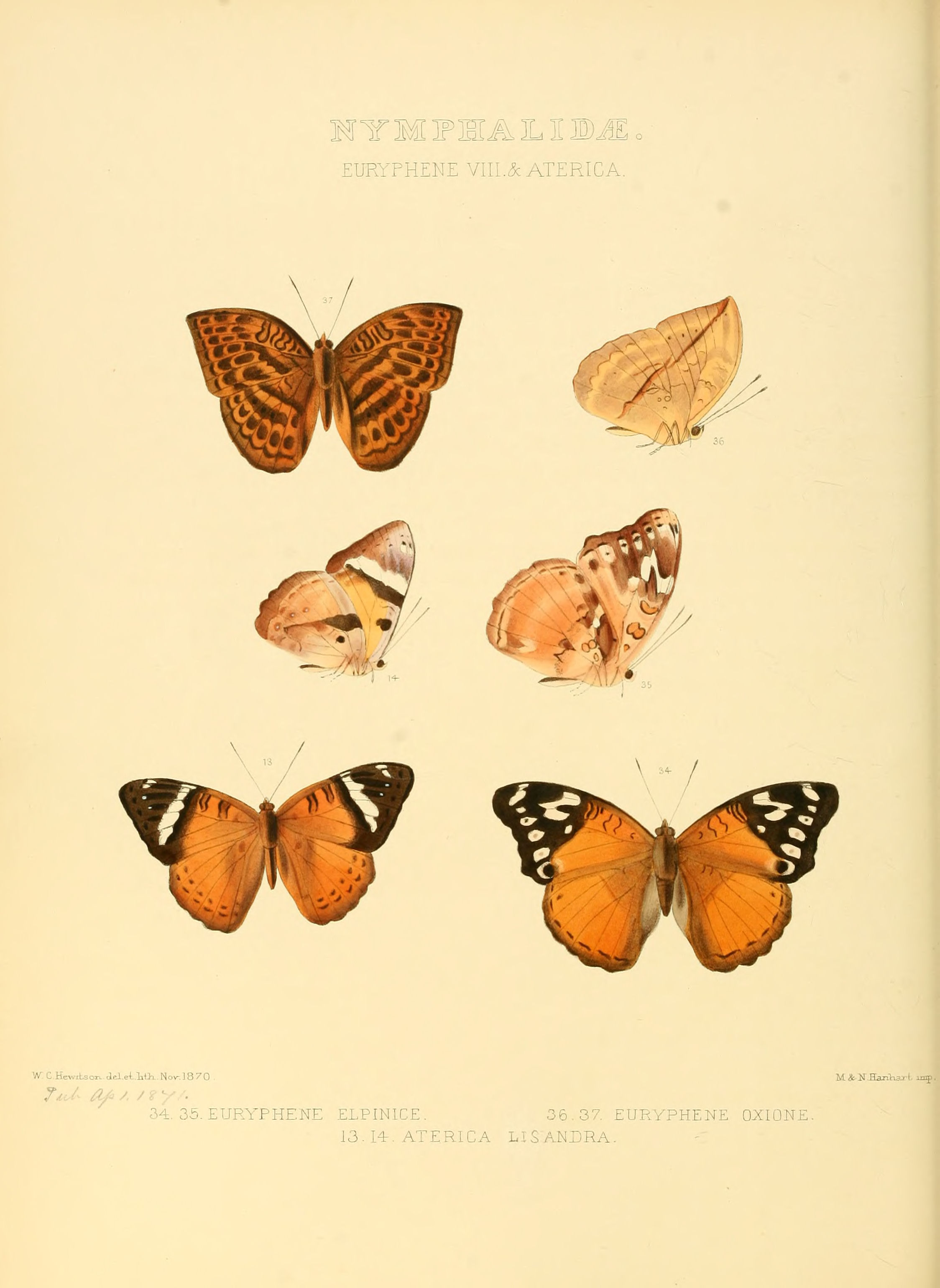